# Rhynchospora tenuis
Rhynchospora tenuis är en halvgräsart som beskrevs av Heinrich Friedrich Link. Rhynchospora tenuis ingår i släktet småag, och familjen halvgräs.

## Underarter
Arten delas in i följande underarter:
- R. t. austrobrasiliensis
- R. t. tenuis